# Computação quântica supercondutora
Computação quântica supercondutora é um ramo da física do estado sólido da computação quântica que implementa circuitos eletrônicos supercondutores usando qubits supercondutores como átomos artificiais, ou ponto quânticos. Para os qubits supercondutores, os dois estados lógicos são o estado fundamental e o estado excitado, denotados {\displaystyle |g\rangle {\text{ e }}|e\rangle } respectivamente. A pesquisa em computação quântica supercondutora é conduzida por empresas como a Google, IBM, BBN Technologies, Rigetti, e Intel. Muitas QPUs (unidade de processamento quânticos, ou chips quânticos) recentemente desenvolvidas utilizam arquitetura supercondutora.
A partir de maio de 2016, até 9 qubits totalmente controláveis são demonstrados no array 1D, e até 16 em arquitetura 2D. Em outubro de 2019, o grupo de Martinis, em parceria com o Google, publicou um artigo demonstrando uma nova supremacia quântica, utilizando um chip composto por 53 qubits supercondutores.

## Antecedentes
Os modelos de computação clássica dependem de implementações físicas consistentes com as leis da mecânica clássica. As descrições clássicas são precisas apenas para sistemas específicos que consistem em um número relativamente grande de átomos. Uma descrição mais geral da natureza é dada pela mecânica quântica. A computação quântica estuda aplicações de fenômenos quânticos além do escopo da aproximação clássica, com o propósito de realizar processamento e comunicação de informação quântica. Existem diversos modelos de computação quântica, mas os mais populares incorporam conceitos de qubits e porta quânticas (ou computação quântica supercondutora baseada em portas).
Capacitores e indutores supercondutores são usados para produzir um circuito ressonante que dissipa quase nenhuma energia, já que o calor pode perturbar a informação quântica. Os circuitos ressonantes supercondutores são uma classe de átomos artificiais que podem ser usados como qubits. As implementações teóricas e físicas de circuitos quânticos são amplamente diferentes. Implementar um circuito quântico tem seu próprio conjunto de desafios e deve obedecer aos Critérios de DiVincenzo, condições propostas pelo físico teórico David P. DiVincenzo.
Mapeamos os estados fundamental e excitado desses átomos para os estados 0 e 1, pois esses são valores de energia discretos e distintos, o que está de acordo com os postulados da mecânica quântica. No entanto, em uma construção desse tipo, um elétron pode saltar para múltiplos outros estados de energia e não ficar confinado ao nosso estado excitado; portanto, é imperativo que o sistema seja limitado a ser afetado apenas por fótons com a diferença de energia necessária para saltar do estado fundamental para o estado excitado. No entanto, isso deixa uma questão importante: precisamos de espaçamento desigual entre nossos níveis de energia para evitar que fótons com a mesma energia causem transições entre pares de estados vizinhos. As junções Josephson são elementos supercondutores com uma indutância não linear, o que é de crucial importância para a implementação de qubits.

### Qubits
Um qubit é uma generalização de um bit (um sistema com dois possíveis estados) capaz de ocupar uma superposição quântica de ambos os estados. Por outro lado, um gate quântico é uma generalização de um porta lógica que descreve a transformação de um ou mais qubits uma vez que um gate é aplicado, considerando seu estado inicial. A implementação física de qubits e gates é desafiadora pelas mesmas razões que os fenômenos quânticos são difíceis de observar na vida cotidiana, dada a escala minúscula em que ocorrem. Uma abordagem para alcançar computadores quânticos é através da implementação de supercondutores, onde os efeitos quânticos são observáveis de forma macroscópica, embora ao preço de temperaturas operacionais extremamente baixas.

### Supercondutores

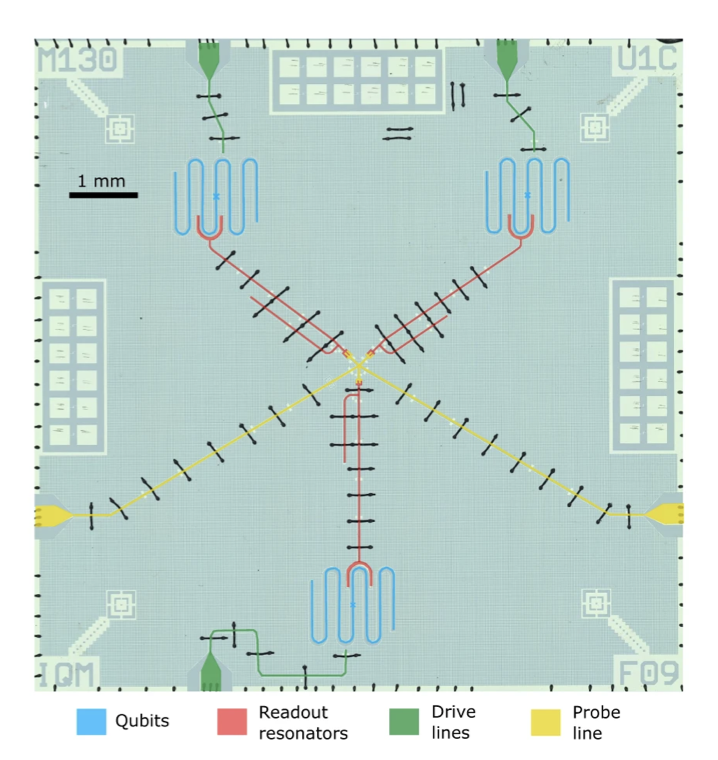
Chip de silício supercondutor composto por 3 unimons (azul), cada um conectado a ressonadores (vermelho), linhas de condução (verde) e uma linha de sondagem conjunta (amarelo)

Ao contrário dos condutores típicos, os supercondutores possuem uma temperatura crítica na qual a resistividade cai para quase zero e a condutividade é drasticamente aumentada. Nos supercondutores, os portadores de carga básicos são pares de elétrons (conhecidos como par de Cooper), em vez de férmions individuais como encontrados em condutores típicos. Os pares de Cooper são fracamente ligados e possuem um estado de energia inferior ao da energia de Fermi. Os elétrons que formam os pares de Cooper possuem momento e spin iguais e opostos, de modo que o spin total do par de Cooper é um número inteiro. Portanto, os pares de Cooper são bósons. Dois supercondutores desse tipo que foram usados em modelos de qubits supercondutores são o nióbio e o tântalo, ambos supercondutores de banda d.

#### Condensados de Bose-Einstein
Uma vez resfriados para quase o zero absoluto, uma coleção de bósons entra em colapso para seu estado quântico de energia mais baixa (o estado fundamental) para formar um estado da matéria conhecido como condensado de Bose–Einstein. Ao contrário dos fermiões, os bósons podem ocupar o mesmo nível de energia quântica (ou estado quântico) e não obedecem ao princípio da exclusão de Pauli. Clássicamente, o Condensado de Bose-Einstein pode ser concebido como múltiplas partículas ocupando a mesma posição no espaço e tendo momento linear igual. Como as forças interativas entre bósons são minimizadas, os Condensados de Bose-Einstein agem efetivamente como supercondutores. Assim, os supercondutores são implementados na computação quântica porque possuem tanto uma condutividade próxima ao infinito quanto uma resistência elétrica próxima de zero. As vantagens de um supercondutor sobre um condutor típico, então, são duplas, pois os supercondutores podem, teoricamente, transmitir sinais quase instantaneamente e funcionar infinitamente sem perda de energia. A perspectiva de concretizar computadores quânticos supercondutores torna-se ainda mais promissora considerando o recente desenvolvimento do Laboratório de Átomos Frios pela NASA no espaço sideral, onde os Condensados de Bose-Einstein são mais prontamente alcançados e mantidos (sem dissipação rápida) por períodos mais longos sem as restrições da gravidade.

### Circuitos elétricos
Em cada ponto de um circuito eletrônico supercondutor (uma rede de elemento elétricos), a função de onda do condensado que descreve o fluxo de carga é bem definida por alguma amplitude de probabilidade complexa. Nos circuitos elétricos de condutores típicos, essa mesma descrição é verdadeira para os portadores de carga individuais, exceto que as várias funções de onda são médias em uma análise macroscópica, tornando impossível observar efeitos quânticos. A função de onda do condensado torna-se útil ao permitir o projeto e a medição de efeitos quânticos macroscópicos. Semelhante aos níveis de energia atômica discretos no Modelo de Bohr, apenas números discretos de quantum de fluxo magnético podem penetrar em um loop supercondutor. Em ambos os casos, a quantização resulta da complexa amplitude de continuidade. Diferindo das implementações microscópicas de computadores quânticos (como átomos ou fótons), os parâmetros de circuitos supercondutores são projetados definindo valores (clássicos) para os elementos elétricos que os compõem, como ajustando a capacitância ou indutância.
Para obter uma descrição mecânica quântica de um circuito elétrico, são necessários alguns passos. Em primeiro lugar, todos os elementos elétricos devem ser descritos pela amplitude e fase da função de onda do condensado, em vez das descrições macroscópicas relacionadas de corrente e tensão usadas para circuitos clássicos. Por exemplo, o quadrado da amplitude da função de onda em qualquer ponto arbitrário no espaço corresponde à probabilidade de encontrar um portador de carga lá. Portanto, a amplitude ao quadrado corresponde a uma distribuição de carga clássica. O segundo requisito para obter uma descrição mecânica quântica de um circuito elétrico é que as leis de circuito generalizadas de Kirchhoff sejam aplicadas em cada nó da rede do circuito para obter as equações do movimento do sistema. Finalmente, essas equações do movimento devem ser reformuladas para a Mecânica lagrangiana de modo que um Hamiltoniano quântico seja derivado descrevendo a energia total do sistema.